# Placeshifting
Placeshifting se define generalmente como el control de dispositivos electrónicos desde otros dispositivos remotos. Pero el término se usa específicamente en el entorno de reproductores multimedia como HTPC , Centro multimedia, PVR. En este contexto, se define como la visualización o escucha de contenido multimedia, ya sea almacenada o en directo, desde un dispositivo remoto via Internet o una red de datos.

## Introducción
En un contexto general, hay dos tipos de placeshifting:
- Placeshifting desde aparatos electrónicos:
  - Aparatos de domótica
  - set-top boxes conectados a la red como por ejemplo Tv2me, Slingbox, LocationFree(en), Monsoon HAVA(en).

- Placeshifting desde PC:
  - Existe software para PCs que permite el acceso a contenido multimedia almacenado en un PC desde un dispositivo remoto: eyeTV(en), MediaPortal, MythTV SageTV(en)...

## Historia
La historia del placeshifting va tanto comercialmente como legalmente unida al timeshifting. El timeshifting es la posibilidad de visualizar contenido multimedia "cuando se quiera", con opciones como "pause", "rew", "ff"...
Todo empezó entre la fábrica de Ken Schaffer en Manhattan y su segunda casa en Moscú, Rusia. Se entusiasmó con el mundo de la innovación electrónica con el satélite Sputnik. Durante la guerra fría en la década de 1980, desarrolló un sistema que permitía a los EUA visualizar la televisión rusa.
En 2003, inventó el dispositivo llamado TV2Me, sistema que permitía ver la señal de TV que recibía en casa desde cualquier sitio. Como curiosidad comentar que este invento tuvo como origen el hecho que el señor Scharrer se perdía capítulos de sus series de TV favoritas como Seinfeld o Los Soprano cuando viajaba a San Petersburgo. Uno de los primeros famosos que se usó TV2me fue Sting con el objetivo de no perderse partidos de fútbol del Newcastle United F.C..
Dos años después los hermanos Blake y Jason Krikorian inventaron el Slingbox, el cual se enfocó como producto para consumidores de todo el mundo.
Todas estas tecnologías, al principio suponían un gran gasto por parte de fabricantes y usuarios, pero actualmente son baratos, de mucha producción y de tecnología integrada por muchos fabricantes.

## Funcionamiento de placeshiftin
Placeshifting funciona mediante la emisión de contenido almacenado en un dispositivo que es capturado y mostrado por pantalla por otro dispositivo remoto. En la siguiente figura podemos observar un ejemplo de conexión de un dispositivo capaz de emitir contenido
En la figura se ve cómo la salida del dispositivo que almacena los contenidos (decodificador de televisión, DVR...) está conectado a un dispositivo que los puede reemitir, por ejemplo un Slingbox. Por su parte, el Slingbox se conecta al router de manera que hacemos que el dispositivo de almacenamiento funcione como un servidor. Los dispositivos remotos con acceso a la red (LAN, Internet...) tales como PC o teléfonos móviles etc. se pueden conectar a este servidor y por lo tanto pueden acceder a los contenidos multimedia y reproducirlos en el sitio donde se encuentran.
Muchos fabricantes están implemetando dispositivos PVR, DVR que integran la opción de placeshifting, de manera que no es necesario de disponer de más hardware del que se proporciona.

## Legalidad
El placeshifting genera muchas discusiones en el tema de la legalidad sobre la propiedad intelectual por el hecho que se puede redifundir contenido multimedia con copyright. Contrarios a la tecnología, como por ejemplo HBO, se sostienen en este factor para limitar las posibilidades de esta tecnología. Los avances tecnológicos cada vez más extendidos y las facilidades por parte de los usuarios para disponer de está tecnología han provocado que este tipo de debates se aumenten considerablemente.
Partidarios de la tecnología recalcan la similitud al timeshifting, cuyo uso ha sido apoyado en jurisdicciones de todo el mundo. Un caso conocido es el que tuvo lugar en EUA fue el de Sony contra Universal Studios más conocido como el caso Betamax el cual salió a favor de Sony con la argumentación de que la redifusión es de naturaleza personal de manera que no infringe ningún derecho. Desde entonces se comercializa la tecnología basándose en su uso legal. Siguiendo esta línea de razonamiento, se puede decir que el placeshifting es similar al tipo de spaceshifting(en) permitido en reproductores MP3, apoyado en el caso RIAA v. Diamond Multimedia en 1999. Aunque existan sentencias que penalizan el mal uso de las tecnologías que infringen derechos de autor, todavía no se conoce ningún caso en el que haya sido la tecnología la que ha sido prohibida.
Hay que comentar, que los productos que existen en el mercado contienen ciertas restricciones para evitar el uso indevido. Por ejemplo, el Slingbox no permite el acceso de más de un PC al mismo tiempo mientras que NXVision y propietarios de contenidos trabajan juntos para mantener los DRM y las protecciones de Acceso Condicional.

### Software PVR con placeshifting incorporado
- eyeTV
- MediaPortal
- MythTV
- SageTV

### Fabricantes
- Sling Media Archivado el 6 de marzo de 2017 en Wayback Machine.
- NXVision
- ASTRI
- HAVA